# Middle East Forum
Il Middle East Forum (MEF) è un Think tank fondato nel 1990 dallo storico statunitense Daniel Pipes, che ne è anche il direttore. Il Forum si occupa di definire e promuovere gli interessi americani in Medio Oriente, attraverso programmi e pubblicazioni come il Middle East Quarterly.

## Obiettivi
Secondo i suoi portavoce, la missione del Forum è la seguente:
"Il Forum ritiene che gli Stati Uniti abbiano degli interessi capitali nella regione; in particolare, crede nei solidi rapporti con Israele, la Turchia e altre democrazie emergenti; opera a favore dei diritti umani nella regione; cerca uno stabile prezzo del petrolio e a basso costo; e incoraggia una risoluzione pacifica delle dispute regionali e internazionali.
Il MEF considera la regione, con la sua profusione di governi dittatoriali, ideologie radicali, conflitti esistenziali, disaccordi sui confini territoriali, violenza politica e armi di distruzione di massa, come una grossa fonte di problemi per gli Stati Uniti. Pertanto, caldeggia delle attive misure di protezione per gli Stati Uniti e per i Paesi loro alleati.
A tal fine, il Forum cerca di aiutare a stabilire un clima intellettuale, atto a permeare la politica estera americana, rendendone accessibili le questioni chiave a un pubblico qualificato".